# Teodor Martin
Teodor Martin (n. 8 februarie 1909, Zahoreni, Județul Orhei, Basarabia – d. 8 martie 1987, București) a fost un viticultor, profesor universitar și cercetător român, membru titular al Academiei de Științe Agricole și Silvice. Considerat unul dintre pilonii viticulturii românești, alături de Gherasim Constantinescu și Ion C. Teodorescu, Martin a contribuit la modernizarea tehnologiilor viticole, în special prin cercetări asupra portaltoilor și promovarea culturii neprotejate a viței de vie. Lucrarea sa Viticultura (1960), distinsă cu Premiul Internațional al Viei și Vinului (1962), rămâne un tratat de referință în domeniu.

## Biografie

### Copilărie și educație
Teodor Martin s-a născut la 8 februarie 1909 în comuna Zahoreni, județul Orhei, Basarabia, într-o familie numeroasă de țărani. A urmat școala primară de șapte clase în satul natal, apoi a studiat la Școala Inferioară de Agricultură din Cocorăzeni și la Școala Națională de Viticultură din Chișinău, absolvind-o în 1933. A fost marcat de profesorii săi, precum A.M. Florov-Bagrev, A. Billeau, S. Mavromat și Roman Stere. 
Între 1933 și 1938, a urmat Academia de Înalte Studii Agronomice din București, beneficiind de o bursă de stat. Aici a fost influențat de profesori de renume, precum Gheorghe Ionescu-Șișești, Traian Săvulescu, Petre Enculescu, Teodor Saidel și Ion C. Teodorescu. Student mai în vârstă și provenind dintr-un mediu modest, Martin a fost militant de stânga, fiind anchetat de Siguranța Statului pentru ideile sale socialiste. 

### Carieră profesională
După absolvire, Martin a devenit cercetător și șef de lucrări la Secția de Viticultură și Horticultură a Institutului de Cercetări Agricole ale României (ICAR), sub conducerea lui Ion C. Teodorescu. În paralel, a predat agricultura la Școala de Pregătire Socială a Învățătorilor Vlașca, Școala Pedagogică „Elena Doamna” București și Academia de Înalte Studii Cooperatiste. Între 1944 și 1946, a fost director al Serviciului de Viticultură și Horticultură din Ministerul Agriculturii. 
În 1944, a obținut doctoratul în viticultură la Facultatea de Agronomie din București, cu teza Cercetări asupra coacerii lemnului la portaltoi, realizată sub îndrumarea lui Teodorescu. În 1949, a fost numit conferențiar la Institutul Agronomic București, unde a predat timp de 30 de ani (1949-1979). Între 1966 și 1969, a fost prorector al institutului. 

## Activitate științifică
Teodor Martin a combinat cercetarea cu activitatea didactică, publicând peste 100 de lucrări în domenii precum tehnologia viticolă, biologia viței de vie și producerea portaltoilor. Contribuțiile sale au avut un impact semnificativ asupra viticulturii românești, în special în promovarea culturii neprotejate a viței de vie.

### Cercetări de tehnologie viticolă
Martin a studiat tehnici practice, publicând lucrări precum Copcitul viilor (1942), Problema tăierilor în verde aplicate la vița de vie (1945) și Observații asupra rodirii timpurii a viilor tinere (1951). A fundamentat științific tăierile în uscat, stabilind categorii de sarcină (inițială, reală, finală) și relația între creștere, fructificare și producție. Cercetările sale au optimizat producția viticolă prin distribuirea lăstarilor fertili și înlocuirea anuală a lemnului de rod. 

### Cercetări asupra portaltoilor
Teza sa de doctorat, Cercetări asupra coacerii lemnului la portaltoi (1944), a fost de mare utilitate pentru pepinierele viticole, analizând maturarea lemnului în funcție de conținutul de glucide. Alte lucrări, precum Influența portaltoiului asupra metabolismului și fertilității altoiului (1965), au clarificat compatibilitatea portaltoi-altoi. Martin a emis „legile formării călușului” în altoire, o contribuție originală recunoscută în literatura viticolă. 

### Cultura neprotejată a viței de vie
Între 1965 și 1970, Martin a condus cercetări pentru trecerea la cultura neprotejată a viței de vie, eliminând practica îngropării viilor iarna. Studiile sale au analizat temperaturile minime absolute (-20°C, -22°C), topoclimatul și poziția elementelor de rod față de sol, contribuind la extinderea rapidă a acestei practici și la sporirea producției. 

### Activitate didactică
La Institutul Agronomic București, Martin a predat Viticultura (1949-1974), Ampelografia (1948-1952) și Cultura intensivă a viței de vie (1959-1974). A fost apreciat pentru pregătirea interdisciplinară, capacitatea de sinteză și metodica didactică, apropiindu-se de studenți printr-un stil cald și accesibil. 
A publicat manuale esențiale, precum Viticultura (1960, reeditat 1968), distins cu Premiul Internațional al Viei și Vinului (1962). Lucrarea, structurată pe 18 capitole și bazată pe 160 de surse bibliografice, a fost considerată un tratat de referință, utilă pentru cultura irigată și pe terenuri nisipoase. Alte lucrări didactice includ Viticultura generală (1972) și Horticultura (1968). Între 1953 și 1968, a elaborat 19 manuale pentru învățământul viticol preuniversitar. 

## Distincții
- Premiul Internațional al Viei și Vinului (1962) – pentru lucrarea Viticultura.
- Ordinul „Steaua R.S. România” (1969).
- Doctor docent în științe (1964).
- Membru titular al Academiei de Științe Agricole și Silvice.
- Reprezentant al viticulturii românești la conferințe internaționale în Ungaria (1966), Franța (1967), Cipru (1970), Chile (1971) și Argentina (1971).

## Moștenire și impact
Teodor Martin rămâne în memoria viticulturii românești ca unul dintre cei mai importanți oameni de știință și profesori în domeniu. Metodele și tehnologiile dezvoltate de el, în special cultura neprotejată a viței de vie, au revoluționat sectorul viticol din România. Tratatul său de viticultură continuă să fie o lucrare de referință pentru specialiști și studenți, iar "legile formării călușului" reprezintă o contribuție originală la știința viticolă mondială.
Alături de contemporanul său Gherasim Constantinescu, Martin este recunoscut ca inițiator al acțiunilor de extindere a culturii viței de vie la nivel național, contribuind semnificativ la dezvoltarea acestei importante ramuri economice.

## Lucrări publicate
Cărți și monografii
- Viticultura, Editura Agrosilvică, București, 1960
- Cultura soiurilor pentru struguri de masă, București, 1964
- Viticultura (tratat), Editura Agrosilvică, București, 1968
- Horticultura, București, 1968
- Viticultura generală, București, 1972
- Metode de punere în cultură a nisipurilor din RSR, Editura Agrosilvică, București, 1961
- Refacerea capacității de producție a viilor bătrâne și îmbătrânite, Editura Agrosilvică, București, 1957

Articole științifice
- Copcitul viilor, România Viticolă, 1942
- Cercetări asupra coacerii butucului la portaltoi, România Viticolă, nr. 46, 1944
- Problema tăierilor în verde aplicate la vița de vie, Viața Agricolă, nr. 3, 1945
- Observații asupra rodirii timpurii a viilor tinere, Probleme agricole și viticole, nr. 3, 1951
- Influența stropirilor extraradiculare cu microelemente asupra viței de vie, Lucrări științifice IANB, 1964
- Relația dintre dezmugurire și pornirea rădăcinilor, Lucrări științifice IANB, 1965
- Influența portaltoiului asupra metabolismului și fertilității altoiului, Lucrări științifice IANB, 1965
- Producerea vițelor altoite și nealtoite fără biloane, Revista de Horticultură Viticultură, nr. 9, 1967